# Uzbequistão nos Jogos Olímpicos de Inverno de 1998
O Uzbequistão participou dos Jogos Olímpicos de Inverno de 1994 em Nagano, Japão. Foi a segunda vez que o país competiu dos Jogos e não ganhou medalhas.